# DM i cykelcross 1997
Danmarksmesterskaberne i cykelcross 1997 var den 28. udgave af DM i cykelcross. Mesterskabet fandt sted 12. januar 1997 på en rundstrækning i Odense.
Henrik Djernis vandt sit 13 danmarksmesterskab i træk, da han kom over målstregen knap to minutter foran Jesper Agergaard på andenpladsen. Hos damerne blev Lotte Schmidt danmarksmester.

## Resultater
| Event        | Guld           | Sølv                             | Bronze              |
| ------------ | -------------- | -------------------------------- | ------------------- |
| Herrer       |                |                                  |                     |
| Herrer elite | Henrik Djernis | Jesper Agergaard                 | Klaus P. Nielsen    |
| Herrejunior  | Rene Lohse     | Kaare Holm                       | Peter Riis Andersen |
| Damer        |                |                                  |                     |
| Damer elite  | Lotte Schmidt  | Karen Vinther Villadsen Jacobsen |                     |